# Каліново (гміна)
Гмі́на Каліно́во (пол. Gmina Kalinowo) — сільська гміна у північній Польщі. Належить до Елцького повіту Вармінсько-Мазурського воєводства.
Станом на 31 грудня 2011 у гміні проживало 7059 осіб.

## Територія
Згідно з даними за 2007 рік площа гміни становила 285.17 км², у тому числі:
- орні землі: 68.00%
- ліси: 18.00%

Таким чином, площа гміни становить 25.65% площі повіту.

## Населення
Станом на 31 грудня 2011:
| Опис     | Загалом | Загалом | Чоловіки | Чоловіки | Жінки | Жінки |
| -------- | ------- | ------- | -------- | -------- | ----- | ----- |
| одиниця  | осіб    | %       | осіб     | %        | осіб  | %     |
| все      | 7059    | 100     | 3617     | 51.24    | 3442  | 48.76 |
| міське   | 0       | 100     | 0        |          | 0     |       |
| сільське | 7059    | 100     | 3617     | 51.24    | 3442  | 48.76 |

## Сусідні гміни
Гміна Каліново межує з такими гмінами: Августів, Барґлув-Косьцельни, Велічкі, Елк, Олецько, Просткі, Райґруд, Рачкі.